# Varteres Samurgasjev
Varteres Varteresovitj Samurgasjev (ryska: Вартерес Вартересович Самургашев, armeniska: Վարդերես Վարդերեսի Սամուրղաշև; Varderes Varderesi Samurghasjev) född den 13 september 1979 i Rostov-na-Donu, Sovjetunionen, är en rysk brottare som tog OS-guld i fjäderviktsbrottning i den grekisk-romerska klassen 2000 i Sydney och OS-brons i welterviktsbrottning i den grekisk-romerska klassen 2004 i Aten. Han har armeniskt ursprung.